# Nom épithète
Le nom épithète est un nom qui suit directement un autre nom sans marque de détachement. Il est dépourvu de déterminant et n'est donc employé que pour ses propriétés sémantiques.
En effet, il arrive souvent qu’un nom caractérise un autre nom à la manière d’un adjectif épithète. Voici quelques exemples : date limite, jupe ballon, roman-fleuve, carte réseau, chandail mode, sauce pesto, des enfants rois, des exemples types, des livres témoignages, des murs écrans, des opérations coups de poing, des restaurants bars, des talons aiguilles, des vaisseaux fantômes, un café crème, le style Picasso, des légumes vapeurs, etc.
Le nom épithète peut être classifiant (le nom qu’il complète est rangé dans une classe, un type[Quoi ?]) : une girafe mâle, un enfant prodige, un remède miracle, un film culte.
Le nom épithète peut indiquer une relation avec le nom : le côté nord, la fin janvier, une pause café, un dépose-minute.
Le nom épithète peut être dénominatif (noms de fonctions, de lieux, de rues), suivi d’un nom propre : la rue Bonaparte, l’affaire Dreyfus, le Président Valéry Giscard d'Estaing, le philosophe Platon, le mont Athos.